# Prairie Home
Prairie Home és una població dels Estats Units a l'estat de Missouri. Segons el cens del 2000 tenia 220 habitants.

## Demografia
Segons el cens del 2000, Prairie Home tenia 220 habitants, 104 habitatges, i 61 famílies. La densitat de població era de 217,8 habitants per km².
Dels 104 habitatges en un 25% hi vivien nens de menys de 18 anys, en un 48,1% hi vivien parelles casades, en un 8,7% dones solteres, i en un 40,4% no eren unitats familiars. En el 40,4% dels habitatges hi vivien persones soles el 25% de les quals corresponia a persones de 65 anys o més que vivien soles. El nombre mitjà de persones vivint en cada habitatge era de 2,12 i el nombre mitjà de persones que vivien en cada família era de 2,82.
Per edats la població es repartia de la següent manera: un 24,5% tenia menys de 18 anys, un 5,5% entre 18 i 24, un 23,2% entre 25 i 44, un 22,7% de 45 a 60 i un 24,1% 65 anys o més.
L'edat mediana era de 43 anys. Per cada 100 dones de 18 o més anys hi havia 78,5 homes.
La renda mediana per habitatge era de 29.375 $ i la renda mediana per família de 37.250 $. Els homes tenien una renda mediana de 31.250 $ mentre que les dones 19.375 $. La renda per capita de la població era de 15.182 $. Entorn del 3,4% de les famílies i el 6% de la població estaven per davall del llindar de pobresa.

## Poblacions més properes
El següent diagrama mostra les poblacions més properes.